# Rufus Sewell
Rufus Frederik Sewell (Twickenham vagy Hammersmith, 1967. október 29. –) angol színész. 
Legismertebb szerepei közé tartozik Adhemar grófja a Lovagregény (2001) című filmben, Heath Ledger riválisaként. Szerepelt a Ken Follett azonos című regényéből készült A katedrális (2010) című minisorozatban.

## Fiatalkora és családja
1967-ben született az ausztrál William Sewell és a walesi művész- és pincérnő Jo Sewell fiaként. Szülei elváltak, mikor ötéves volt. Egy testvére van, Caspar. Rufus tízéves volt, amikor a testvérek elveszítették édesapjukat. Saját bevallása szerint problémás kamasz volt. Iskolai drámatanára küldte el őt egy színiiskola meghallgatásra.

## Pályafutása
Érettségi után leszerződött egy ügynökkel. Az áttörést a BBC sorozata hozta meg 1993-ban. A 2000-es évektől több mozifilmben is szerepet kapott. 2001-ben Heath Ledgerrel játszott a Lovagregény-ben. 2005-ben Antonio Banderas és Catherine Zeta-Jones partnere volt a Zorro legendája című filmben. 2006-ban szerepelt a Holiday című vígjátékban Kate Winslet, Cameron Diaz, Jack Black és Jude Law oldalán. 2010-ben, a világhírű Ken Follett-regényből készült sorozat, A katedrális egyik főszereplőjét, Tamás mestert alakította.

## Magánélete
Első házassága az ausztrál divat-újságírónővel, Jasmine Abdullahhal csupán néhány hónapig tartott. Második feleségétől, Amy Gardner producertől egy fia született.

## Filmográfia

### Film
| Év   | Magyar cím                       | Eredeti cím                             | Szerep                             | Magyar hang         |
| ---- | -------------------------------- | --------------------------------------- | ---------------------------------- | ------------------- |
| 1991 | Frivol vallomások                | Twenty-One                              | Bobby                              |                     |
| 1993 |                                  | Dirty Weekend                           | Tim                                |                     |
| 1994 |                                  | A Man of No Importance                  | Robbie Fay                         |                     |
| 1995 | Carrington – A festőnő szerelmei | Carrington                              | Mark Gertler                       | Kautzky Armand      |
| 1996 | Hamlet                           | Hamlet                                  | Fortinbras                         | László Zsolt        |
| 1996 | Hamlet                           | Hamlet                                  | Fortinbras                         | Csankó Zoltán       |
| 1996 | Győzelem                         | Victory                                 | Martin Ricardo                     |                     |
| 1997 | Erdőlakók                        | The Woodlanders                         | Giles Winterbourne                 |                     |
| 1998 | A velencei kurtizán              | Dangerous Beauty                        | Marco Venier                       | Schnell Ádám        |
| 1998 | Dark City                        | Dark City                               | John Murdoch                       | Anger Zsolt         |
| 1998 | Három férfi és egy nő            | Martha, Meet Frank, Daniel and Laurence | Frank                              |                     |
| 1998 |                                  | Illuminata                              | Dominique                          |                     |
| 1998 |                                  | At Sachem Farm                          | Ross                               |                     |
| 1999 | Az egzotikus sziget              | In a Savage Land                        | Mick Carpenter                     | Rékasi Károly       |
| 2000 | Áldott a gyermek                 | Bless the Child                         | Eric Stark                         | Csankó Zoltán       |
| 2001 | Lovagregény                      | A Knight's Tale                         | Adhemar, Anjou grófja              | László Zsolt        |
| 2002 | Hóhatár – A félelem felpörget    | Extreme Ops                             | Ian                                | Damu Roland         |
| 2003 |                                  | Victoria Station (rövidfilm)            | taxis                              |                     |
| 2005 | Zorro legendája                  | The Legend of Zorro                     | Armand gróf                        | Schnell Ádám        |
| 2006 | Trisztán és Izolda               | Tristan & Isolde                        | Marke                              | Csankó Zoltán       |
| 2006 | A mágus                          | The Illusionist                         | Leopold koronaherceg               | László Zsolt        |
| 2006 | Párizs, szeretlek!               | Paris, je t'aime                        | William ("Père-Lachaise"-szegmens) | László Zsolt        |
| 2006 | A szabadság himnusza             | Amazing Grace                           | Thomas Clarkson                    | Csankó Zoltán       |
| 2006 | Holiday                          | The Holiday                             | Jasper Bloom                       | Széles Tamás        |
| 2008 | Ölelj meg és ölj                 | Downloading Nancy                       | Albert                             | Forgács Péter       |
| 2008 | Vinyan – Az elveszett lelkek     | Vinyan                                  | Paul Bellmer                       | László Zsolt        |
| 2010 | Az utazó                         | The Tourist                             | az angol                           | Kocsis Gergely      |
| 2012 | Abraham Lincoln, a vámpírvadász  | Abraham Lincoln: Vampire Hunter         | Adam                               | Barabás Kiss Zoltán |
| 2012 |                                  | Hotel Noir                              | Felix                              |                     |
| 2013 |                                  | All Things to All Men                   | Parker                             |                     |
| 2013 | Tiszta lappal                    | I'll Follow You Down                    | Gabe                               | Damu Roland         |
| 2013 |                                  | The Sea                                 | Carlo Grace                        |                     |
| 2014 | Herkules                         | Hercules                                | Autolükosz                         | László Zsolt        |
| 2014 |                                  | The Devil's Hand                        | Jacob Brown                        |                     |
| 2015 | Blinky Bill – A film             | Blinky Bill the Movie                   | Sir Claude (hangja)                |                     |
| 2016 | Egyiptom istenei                 | Gods of Egypt                           | Ursu                               | Csankó Zoltán       |
| 2019 | Judy                             | Judy                                    | Sidney Luft                        | László Zsolt        |
| 2020 | Az apa                           | The Father                              | Paul                               | Fillár István       |
| 2021 | Idő                              | Old                                     | Charles                            | Fillár István       |

### Televízió
| Év        | Magyar cím                             | Eredeti cím                           | Szerep                | Megjegyzések                                              |
| --------- | -------------------------------------- | ------------------------------------- | --------------------- | --------------------------------------------------------- |
| 1992      |                                        | Gone to Seed                          | Billy                 | 6 epizód                                                  |
| 1992–1994 |                                        | Screen Two                            | Mike Costain / Clive  | 2 epizód                                                  |
| 1994      |                                        | Middlemarch                           | Will Ladislaw         | 6 epizód                                                  |
| 1994      |                                        | Citizen Locke                         | Clarke tengerészkadét | tévémovie                                                 |
| 1995      | Fura farm                              | Cold Comfort Farm                     | Seth Starkadder       | tévéfilm                                                  |
| 1995      |                                        | Performance                           | Harry Percy           | 1 epizód                                                  |
| 2000      | Az Ezeregy éjszaka meséi               | Arabian Nights                        | Ali Baba              | - minisorozat (2 epizód) - magyar hangja: - Fekete Zoltán |
| 2001      | A tengeri szörny                       | She Creature                          | Angus                 | tévéfilm                                                  |
| 2003      | Trója – Háború egy asszony szerelméért | Helen of Troy                         | Agamemnón             | - minisorozat (2 epizód) - magyar hangja: - Miller Zoltán |
| 2003      | II. Károly: Erő és szenvedély          | Charles II: The Power and the Passion | II. Károly            | minisorozat (4 epizód)                                    |
| 2004      |                                        | Taste                                 | Michael Kuhleman      | tévéfilm                                                  |
| 2005      |                                        | ShakespeaRe-Told                      | Petruchio             | 1 epizód                                                  |
| 2006      |                                        | 9/11: Out of the Blue                 | a férfi               | tévéfilm                                                  |
| 2008      | John Adams                             | John Adams                            | Alexander Hamilton    | minisorozat (2 epizód)                                    |
| 2008–2009 | Az utolsó órában                       | Eleventh Hour                         | Dr. Jacob Hood        | 18 epizód                                                 |
| 2010      | A katedrális                           | The Pillars of the Earth              | Tom Builder           | minisorozat (5 epizód)                                    |
| 2011      |                                        | Zen                                   | Aurelio Zen           | minisorozat (3 epizód)                                    |
| 2012      | Az utolsó angol úriember               | Parade's End                          | Duchemin tiszteletes  | minisorozat (3 epizód)                                    |
| 2012      | A múlt árnyékában                      | Restless                              | Lucas Romer           | 2 epizód                                                  |
| 2014–2019 | Az ember a Fellegvárban                | The Man in the High Castle            | John Smith            | 40 epizód                                                 |
| 2015      | Megölni Jézust                         | Killing Jesus                         | Kajafás               | - tévéfilm - magyar hangja: - Pusztaszeri Kornél          |
| 2016      |                                        | Secret History                        | narrátor              | 1 epizód                                                  |
| 2016–2017 | Viktória                               | Victoria                              | Lord Melbourne        | - 7 epizód - magyar hangja: - Fazekas István              |
| 2018      | A káprázatos Mrs. Maisel               | The Marvelous Mrs. Maisel             | Declan Howell         | 1 epizód                                                  |
| 2020      |                                        | The Pale Horse                        | Mark Easterbrook      | BBC One minisorozat (2 epizód)                            |
| 2023      | Kaleidoszkóp                           | Kaleidoscope                          | Roger Salas           | - minisorozat (8 epizód) - magyar hangja: - Fillár István |
| 2023–     | A diplomata                            | The Diplomat                          | Hal Wyler             | - főszereplő (8 epizód) - magyar hangja: - Fillár István  |